# Höfen
Höfen è un comune austriaco di 1 207 abitanti nel distretto di Reutte, in Tirolo.